# شهرستان مونتگومری (کنتاکی)
شهرستان مونتگومری، کنتاکی (به انگلیسی: Montgomery County, Kentucky) یک سکونتگاه مسکونی در ایالات متحده آمریکا است که در کنتاکی واقع شده‌است.